# Uppsala kungsängs naturreservat
Uppsala kungsäng är ett naturreservat som ligger söder om Uppsala och öster om Fyrisån. Naturreservatet är känt för den stora mängden kungsängsliljor. Kungsängsliljan, som spridit sig från Olof Rudbecks trädgård inne i Uppsala, hittades på ängen första gången 1742 och Uppsala kungsäng blev ett inslag i Carl von Linnés exkursioner.